# ماسايوشي ناجاتا
ماسايوشي ناجاتا (باليابانية: 永田雅宜 ) (و. 1927 – 2008 م) هو رياضياتي، وأستاذ جامعي ياباني، ولد في آيتشي، توفي في كيوتو، عن عمر يناهز 81 عاماً.

## التعليم
تعلم في جامعة ناغويا.